# الصويرة القديمة
الصويرة القديمة (تدعى أيضا الصويرية) هي مدينة مغربية، كانت تعرف سابقا باسم آكوز (بالفرنسية: Agouz). تبعد ب 36 كيلومترا إلى الجنوب من آسفي، عند مصب نهر تانسيفت، على ساحل المحيط الأطلسي.

## التاريخ
كانت المدينة ميناء هاما في القرن 11، أُنشئ هذا الميناء ليخدم مدينة أغمات في قلب اليابسة، برحلة 3 أيام نحو الشرق.

## شاطئ الصويرية القديمة
غير بعيد عن مدينة آسفي وبالجماعة القروية المعاشات منحت الطبيعة شاطئ الصويرية القديمة سحرا خاصا برماله الذهبية وشساعة شاطئه الذي يحتضن الآلاف من المصطافين خلال فصل الصيف. من كل حدب وصوب يفد المصطافون للتمتع بجمال هذا الشاطئ الذي ازدادت شهرته في السنوات الأخير حيث بات يستقطب مصطافين من العديد من المدن المغربية كمراكش والبيضاء والجديدة واليوسفية إضافة إلى آسفي.
و يكتسي الاصطياف بهذا الشاطئ هذه السنة ميزة خاصة لكونه يشكل الوجهة الأولى بخريطة شواطئ آسفي بعدما أتت الأشغال الجارية بمشروع تهيئة شارع الحسن الثاني أحد أكبر الشوارع الذي يخترق مدينة آسفي الذي ينتهي بطريق جانبي يقود مباشرة في اتجاه شاطئ الصويرية القديمة، الذي تشرف عليه ربوة ترسم منظرا خلابا لهذا الشاطئ، حيث يشكل مقصدا لعشاق البحر، وممارسي بعض الرياضات البحرية ورياضة القفز بالمنطاد، إضافة إلى بعض الهوايات الأخرى التي يجد أصحابها في امتداد الشاطئ متسعا لممارستها.وسط طبيعة شبه متوحشة يستقبل الشاطئ زواره على طول السنة، إقبالا يبلغ ذروته خلال فصل الصيف، حيث الضغط على أشده خصوصا أيام عطل نهاية الأسبوع إذ يصل عدد المصطافين به حسب تقديرات رجال الوقاية المدنية إلى أزيد من 10 آلاف مصطاف غالبيتهم من مدينة آسفي ونواحيها الأمر الذي يشكل تحديا حقيقيا لمهام الإنقاذ وتأمين سلامة المصطافين، بسبب عمق الشاطئ وقوة التيار الذي يحصد سنويا عددا من المصطافين حيث أكد أحد معلمي السباحة الموسميين المحسوبين على الوقاية المدنية بأن عدد الذين تم إنقاذهم منذ بداية موسم الاصطياف إلى حد الآن بلغ 15 حالة.جمال وروعة هذا الشاطئ الذي تختزل تسميته واحدة من قصص التواجد البرتغالي بمنطقة عبدة ودكالة والشياضمة حيث قام المستعمر البرتغالي آنذاك بتشييد مركز تجاري وبحري لا تزال القلعة المتواجدة هناك شاهدة عليه.تواجد شاطئ الصويرية القديمة على بعد حوالي 30 كلم جنوب آسفي لا يمنع بتاتا الطبقات المتوسطة والفقيرة رغم تكاليف النقل والمواصلات من اختياره كوجهة اصطيافية مفضلة لديهم قبل أن يتحول في السنوات الأخيرة إلى إحدى الوجهات المفضلة لعشاق البحر من كافة مدن المملكة والمغاربة العائدين من خارج الوطن.موقع الشاطئ والإقبال المكثف عليه خلال السنتين الماضيتين لم تواكبه أي مجهودات على صعيد تأهيل الشاطئ فيما يخص تقوية الطريق الذي يؤدي إليه، وخلق فضاءات ترفيهية بالشاطئ وفي محيطه وتنظيم بعض الأنشطة التي ظلت محتكرة لسنوات من طرف بعض الأشخاص لأسباب مجهولة.جمالية الشاطئ الطبيعية لا تخفي على الزائر بعض مظاهر الإهمال الذي تعرض له الشاطئ في بحر السنوات الماضية بفعل ضغط الإقبال، إذ يلمس الزائر غياب أي جهد في تنظيف الشاطئ من الأزبال والنفايات رغم حصوله خلال السنوات المتتالية على العلم الأزرق التي يتخلص منها المصطافون بطرق عشوائية ثم تتجمع لتشكل مصدر إزعاج المصطافين، حيث اختفت هذه السنة الحاويات المخصصة لمري النفايات مم يشجع المصطافين على رمي الأزبال في أي مكان، والتي بدأت تزحف حتى بدأت تعكر صفو مياه البحر الذي يلفظ بين الفينة والأخرى قناني المشروبات الغازية وما شابهها.كما يعاني الشاطئ من انعدام برامج ترفيهية لفائدة المصطافين التي توقف خلال السنوات الماضية، بعد ما استأنس بها المصطافون في وقت سابق كإذاعة الشاطئ وبعض المسابقات.

## معرض صور

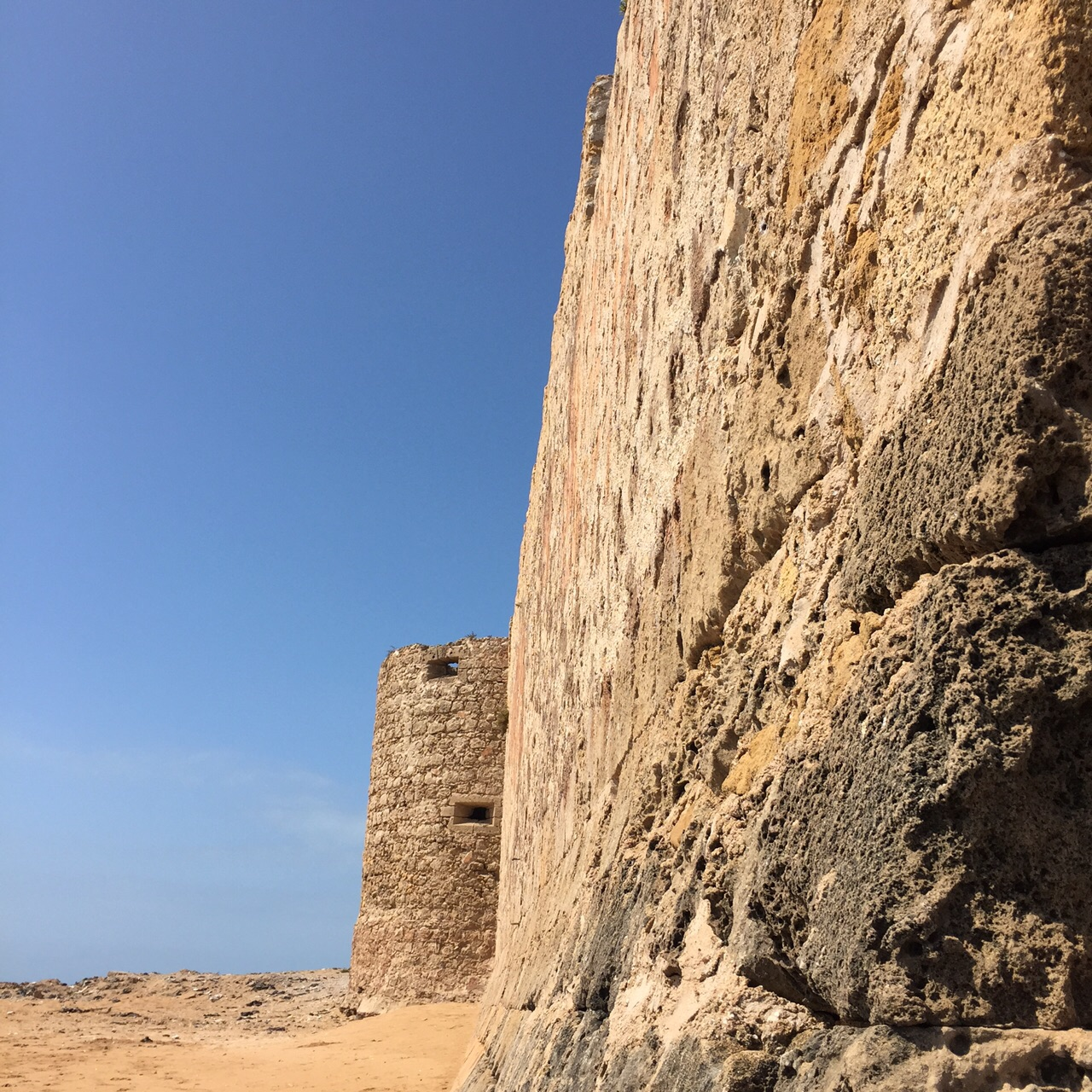
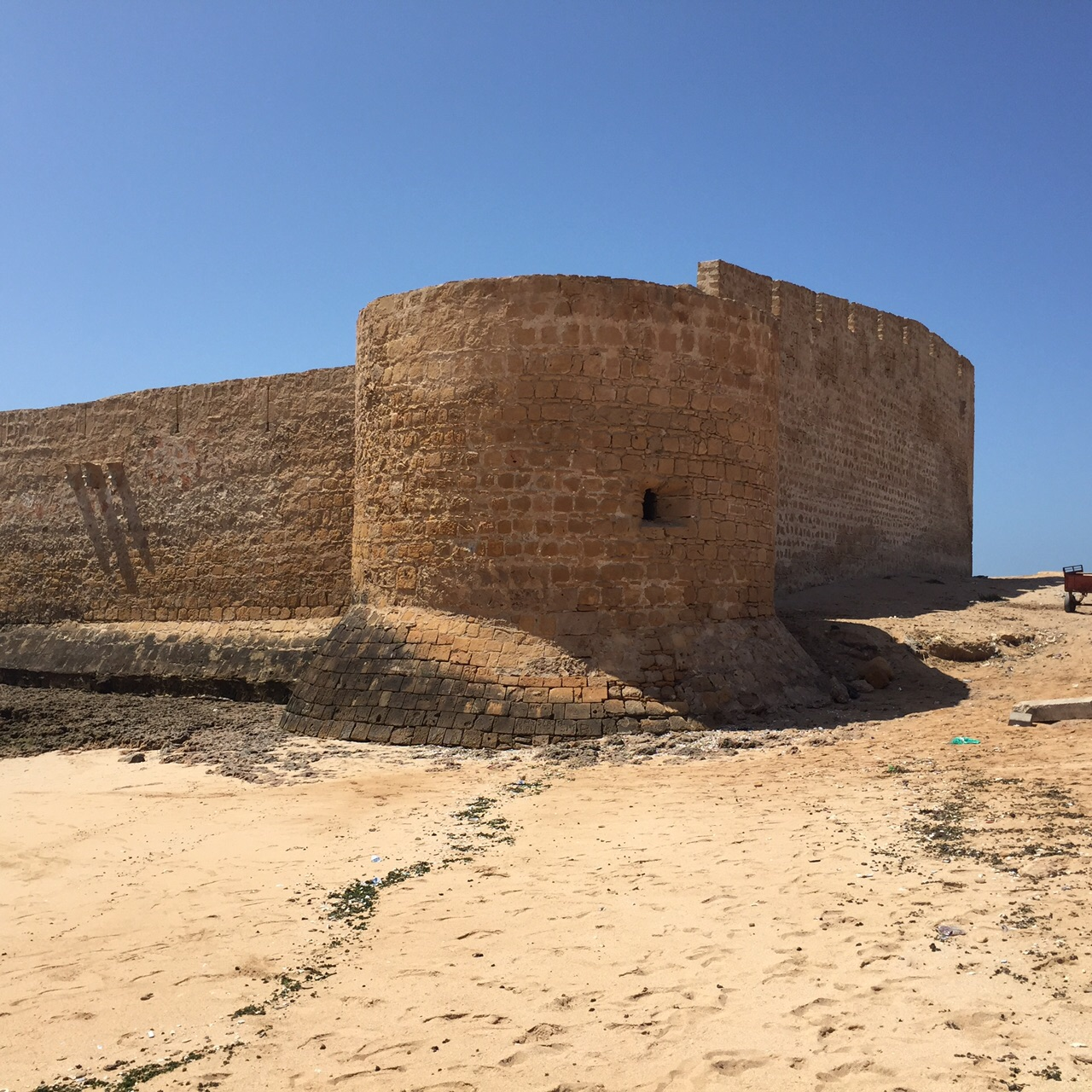
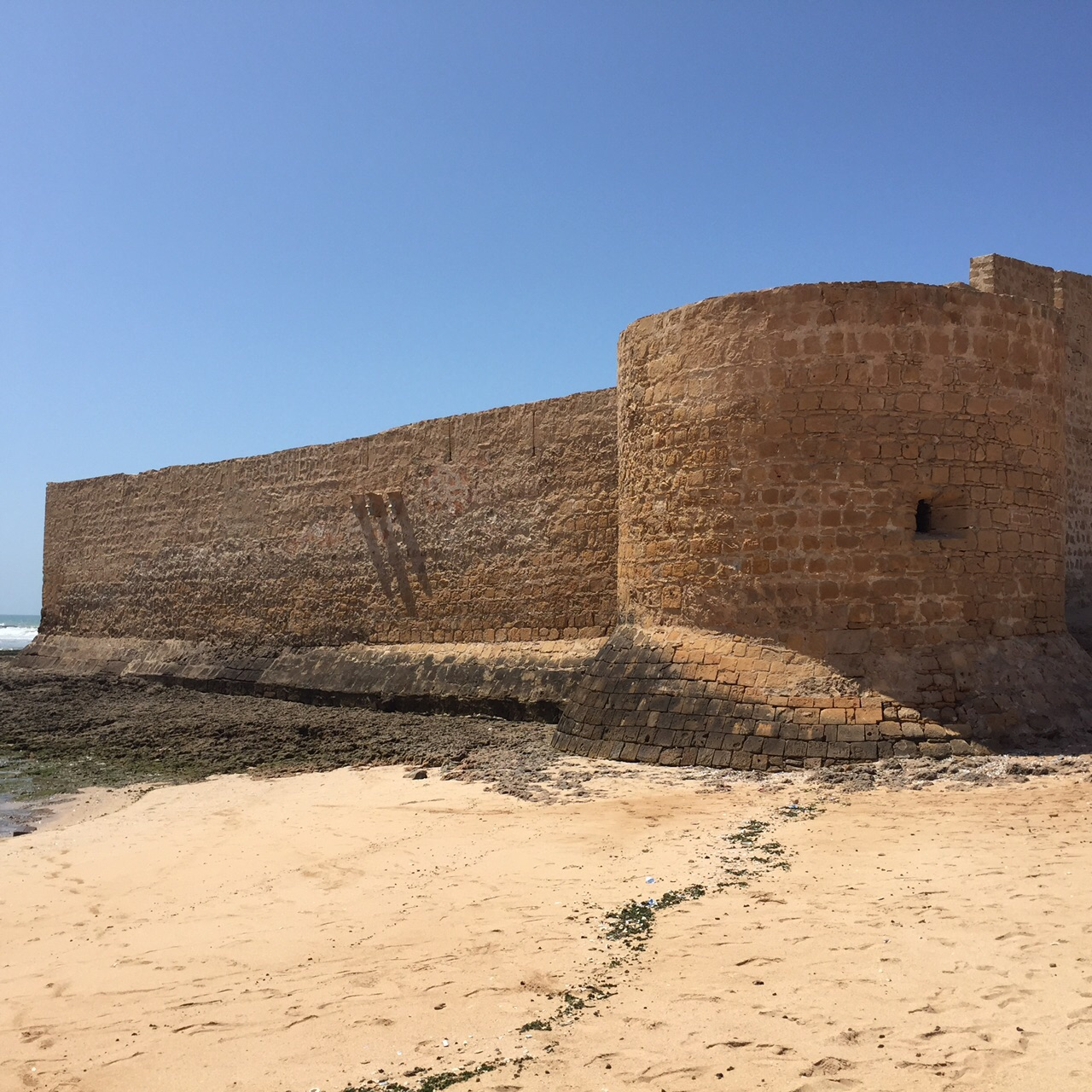

## وصلات خارجية
- الصويرية القديمة… منطقة سياحية تغري الزائرين
- شاطئ الصويرية القديمة بإقليم آسفي صالح للسباحة ويتوفر على اللواء الأزرق
- فقدان ثلاثة بحارة بشاطئ الصويرية القديمة بآسفي
- جمعية أصدقاء الصويرية القديمة للتنمية تحتفى بالبيئة